# José Echegaray y Eizaguirre
José Echegaray y Eizaguirre (Madrid, 19. travnja 1832. – Madrid, 16. rujna 1916.), bio je španjolsko-baskijski književnik, matematičar i dramatičar.

## Životopis
Rođen je u intelektualnoj obitelji u Madridu, gdje mu je otac bio profesor grčkog jezika. Obitelj je podrijelom dolazila iz Baskije. Echegaray svoju karijeru započinje studiranjem ekonomije i matematike, i postaje sam profesor vrlo mlad. Poslije revolucije 1868. godine, ulazi u španjolsku vladu gdje je obnašao nekoliko dužnosti, izmneđu ostalog bio je ministar financija i ministar školstva. Kada su revolucionari izgubili vlast, započinje s karijerom pisca i dramatičara. 
Echegaray je još ranije pisao drame, koje su bile odbijene za objavljivanje, a prva objavljena drama El libro talonario objavljena je 1874. godine. Djela koja je pisao, u prosjeku dva svake godine, karakterizirala je velika točnost. Prve drame koje je napisao imale su crte romantizma, ali kasnije dolazi do zaokreta u njegovom radu na koje je utjecala između ostalog Ibsensova dramatika, tako da piše nekoliko simbolističkih drama, koje su se bavile diskutiranjem problema, često se fokusirajući na obavezu i moral. 
- 1904. - Nobelova nagrada za književnost.